# Шековичи
Шековичи (босн. Šekovići) — город на северо-востоке Боснии и Герцеговины.  Центр одноимённой общины. Входит в формирующийся регион Биелина (в частности — в субрегион Зворник) в Республике Сербской. Основным видом экономической является трелёвка.

## Население
Численность населения города по переписи 2013 года составила 1 519 человек, общины — 7 771 человек.
Этнический состав населения города по переписи 1991 года:
- всего — 1,735 (100 %);
- сербы — 1,606 (92,56 %);
- югославы — 80 (4,61 %);
- боснийцы — 17 (0,97 %);
- хорваты — 5 (0,28 %);
- другие — 27 (1,55 %).